# Споменик Јеврејима страдалим у Душегупки
44° 48′ 52″ С; 20° 27′ 02″ И / 44.814413° С; 20.450446° И
Споменик Јеврејима страдалим у Душегупки постављен је у улици Бранка Крсмановића, између бр. 2 и 4, у Градској општини Савски Венац, у Београду.

## Историја
Са теретног вагона на колосеку железничке станице Земун истоварен је 10.3.1942. велики камион марке „Saurer 6 GGF-L" (први од 20), на чијој је шасији монтиран огроман монолит без отвора или прозора. Необична модификација направљена је у фабрици Gaubschat Fahrzeugwerke GmbH у Немачкој. Овим камионом превожено је од 50 до 80 (чак и 100) Јевреја логораша Старог сајмишта преко понтонског моста на Сави, а при застоју на другој страни реке, један од два возача окретао би посебну полугу за пуштање издувног гаса у унутрашњост возила. За време вожње би несрећни заробљеници из логора били убијени. Камион гасна комора или душегупка је возио свакодневно, понекад и више пута током пролећа 1942. године, до масовне гробнице у Јајинцима. 
Прве жртве су били пацијенти и особље београдске јеврејске болнице (ул. Високог Ставана на Дорћолу), погубљени 18. и 19. марта (19. до 23.) 1942, њих преко 800. До 10. маја 1942. официри Гец и Мејер који су возили камион, усмртили су на исти начин још око 6300 Јевреја. Гец и Мејер нису нађени после рата, и њихова злодела су остала некажњена.

## Откривање и изглед споменика
Амбасадор Израела у Србији Јосиф Леви и председник ГО Савски венац Душан Динчић открили су 5. августа 2014. године у Улици браће Крсмановић, споменик Јеврејима, преко 6300 углавном жена и деце, страдалим у Београду од марта до маја 1942. године. Локација је између бројева 2 и 4 јер је то било место заустављања камиона, пребацивања полуге и почетка гушења – „станица смрти“.
Споменик је рад архитекткиња Ане Корице и Константине Марсенић.
Форма спомен – обележја је бетонски зид – монолит, асоцијација хладноће, заштите, граница...и теснац којим прелазимо из живота у смрт. Споменик симболизује и камион, збијеност жртава, „прозоре за одрасле и децу, поглед у небо“. На плочама је исписан псалм из Талмуда: „Нећу више видјети човјека међу онима који станују на свијету“  (Исаија 38:11) , и на јеврејском. 
У дну споменика утиснут је траг оригиналних „Континетал“ гума модела „Saurer“ камиона, које је једна од ауторки споменика, Ана Корица, успела да после дуге потраге открије у једном складишту у Чешкој.